# 神田山陽 (初代)
初代神田 山陽（本名は石村利兵衛、1897年2月4日 - 1948年3月29日・3月30日）は、明治時代から昭和期にかけて活躍した講談師。
神奈川県横浜市に生まれ、1913年に3代目神田伯山に入門し、伯英と名乗る。1922年、山陽と改名。1932年、講談席一の亭の経営を任され、山陽亭と改めるが、翌年には色物席に鞍替えする。1946年、東京講談組合の副頭取となる。1948年、伊東温泉で肺炎のため死去。51歳没。
「神道徳次郎」「村井長庵」「お春殺し」などを得意とした。山陽が得意とした「生きる悲哀」は神田派の女流講談師によく読まれ、「天明白浪」は神田松鯉一門でよく読まれている。